# 埃格恩
埃格恩是奥地利下奥地利州格明德县的一个市镇。总面积20.2平方公里，总人口727人，人口密度36人/平方公里（2012年）。